# Nancy Hopkins

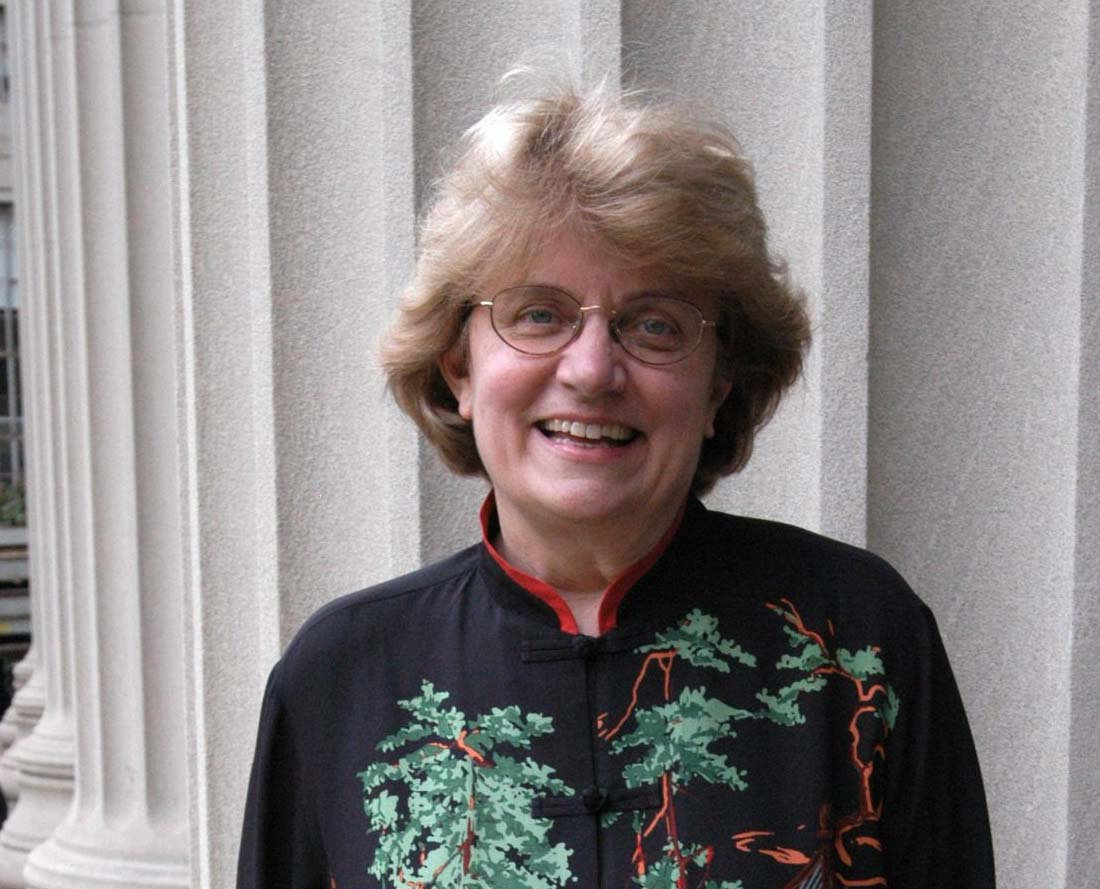
Nancy Hopkins

Nancy Hopkins (* 16. Juni 1943 in New York City, USA) ist eine US-amerikanische Molekularbiologin und Hochschullehrerin. Sie ist emeritierte Professorin für Biologie am Massachusetts Institute of Technology und bekannt für ihre Forschung zur Identifizierung der Rolle von Genen für Langlebigkeit und Krebsprädisposition bei erwachsenen Fischen, sowie für ihre Arbeit zur Förderung der Chancengleichheit für Wissenschaftlerinnen in der Wissenschaft.

## Leben und Werk
Hopkins besuchte die Spence School, studierte am Radcliffe College und forschte in James Watsons Labor an Bakteriophagen. Ihre Arbeit machte sie mit vielen angesehenen Wissenschaftlern bekannt, wie Francis Crick und Sydney Brenner. Nachdem sie 1964 ihren Bachelor-Abschluss gemacht hatte, ermutigte Watson sie, ihre Ausbildung fortzusetzen. Ihr größtes Interesse galt damals einem Projekt zur Isolierung des Lambda-Phagen-Repressors, eines Proteins, das die Expression anderer Lambda-Gene steuert. Das Projekt wurde vom Genetiker Mark Ptashne in Harvard geleitet.
Sie begann ein Promotionsprogramm an der nahe gelegenen Yale University in New Haven (Connecticut). Als sie feststellte, dass niemand dort daran interessiert war, den Repressor zu isolieren, verließ Hopkins das Programm nach anderthalb Jahren ohne Abschluss und forschte dann bei Ptashne an der Harvard University. Sie promovierte dort 1971 am Institut für Molekularbiologie und Biochemie. Mit Ptashne identifizierte sie die Operatorstellen auf der DNA, an die der Lambda-Repressor bindet, um die frühe Genexpression und damit den viralen Lebenszyklus zu kontrollieren.
Watson hatte in den Jahren das Cold Spring Harbor Laboratory in Cold Spring Harbor gegründet, insbesondere zur Untersuchung von Tumorviren. Als Postdoktorandin von Watson und Robert Pollack am Cold Spring Harbor Lab arbeitete sie an DNA-Tumorviren und in der Zellbiologie und entdeckte, dass Zellen, deren Kern entfernt worden war, in der Lage waren, ihre normale Morphologie wiederherzustellen.
Hopkins wurde 1973 Assistenzprofessorin am Zentrum für Krebsforschung des MIT. Anstatt ihre Forschung an DNA-Tumorviren fortzusetzen, konzentrierte sie sich jedoch auf RNA-Tumorviren. Sie kartierte RNA-Tumorvirus-Gene und identifizierte Gene, die das Wirtsspektrum und die Art und Schwere der Krebsarten bestimmen, die Maus-Retroviren verursachen. Zu diesen Genen gehörten das Kapsidprotein p30 und Transkriptionselemente, die heute als Enhancer bekannt sind.
In den nächsten 15 Jahren untersuchten Mitglieder ihres Labors weiterhin die Mechanismen der Wirtsreichweite und der Leukämogenese durch RNA-Tumorviren und veröffentlichten mehr als 40 Artikel. Hopkins identifizierte Transkriptionssignale in RNA-Tumorviren als Determinante für die Art der Leukämie, die ein Virus induziert, eine Erkenntnis, die ohne vorherige Kenntnis der Gewebespezifität von Enhancern gemacht wurde, die gleichzeitig in anderen Labors entdeckt wurde. Obwohl viele der Krebsmechanismen auf der Grundlage der RNA-Tumorvirusforschung aufgeklärt worden waren, hatten die Ergebnisse von Harold E. Varmus, John Michael Bishop und anderen gezeigt, dass Onkogene und nicht Viren die Hauptursache für Krebs beim Menschen sind.

## Forschung mit Zebrafischen
Nach monatelanger Überlegung entschied sie, dass ihr neuer Schwerpunkt die Genetik des Verhaltens von Wirbeltieren sein würde, ein Gebiet, das sie schon lange interessierte, aber zu dieser Zeit wenig erforscht war. Zu Beginn ihrer Studien suchte Hopkins nach einem geeigneten Wirbeltiermodell und erfuhr, dass die deutsche Forscherin Christiane Nüsslein-Volhard mit genetischen Studien an Zebrafischen begonnen hatte.
Nach einem Sabbatical im Labor der Nobelpreisträgerin Nüsslein-Volhard im Jahr 1989 wechselte Hopkins das Fachgebiet, um molekulare Technologien für die Arbeit mit Zebrafischen zu entwickeln. Sie verwarf die Idee, Verhaltensgenetik zu betreiben, und beschloss, sich stattdessen auf das Studium der Entwicklungsgenetik bei Zebrafischen zu konzentrieren. Hopkins entdeckte in kurzer Zeit, dass der Fisch gegenüber früheren Modellen der Wirbeltiergenetik mehrere Vorteile hatte: Im Gegensatz zu Mäuseembryonen reifen Zebrafische außerhalb der Mutter heran, bleiben einige Tage durchsichtig und werden freischwimmend. Durch das Einfügen eines Retrovirus in die Keimbahn erzeugt die Insertionsmutagenese nicht nur eine genetische Mutation, sondern markiert gleichzeitig die Mutation mit den viruseigenen Genen als Markierung. Die Möglichkeit, Mausretroviren zur Infektion der Fischkeimbahn zu verwenden, erforderte die Verwendung von Viren mit erweitertem Wirtsspektrum, sogenannten pseudotypisierten Viren. Seit ihrer Entdeckung waren diese Viren jedoch nie in ausreichend hohen Titern gezüchtet worden, um für einen solchen Zweck nützlich zu sein. Hopkins erfuhr, dass es Ted Freedman von der University of California in San Diego gelungen war, diese Viren zu hohen Titern zu züchten. Hopkins und ihre Kollegen entwickelten eine Technik, um ein groß angelegtes Screening auf alle Gene durchzuführen, die für die Zebrafischentwicklung genetisch essentiell sind.

## Studie zum Status der Women Faculty in Science am MIT
Als Professorin am MIT erkannte Hopkins, dass Institutionen systematisch die Fähigkeit von Wissenschaftlerinnen behindern, Ressourcen zu sammeln und Anerkennung für ihre Leistungen zu erlangen. Mitte der 1990er Jahre führten sie und andere festangestellte weibliche Fakultätsmitglieder in Naturwissenschaften am MIT eine weitreichende Studie über mögliche geschlechtsspezifische Vorurteile am MIT durch. Der Bericht von 1999, der aus ihrer Arbeit als Vorsitzende des First Committee on Women Faculty an der School of Science am MIT hervorgegangen ist, löste eine nationale Bewegung zur Förderung und Gewährleistung der Gleichberechtigung von Frauen in der Wissenschaft aus.
2020 trat Hopkins beim Tribeca Film Festival in dem Film Picture a Scientist auf, in dem sie die MIT-Studie vorstellte.

## Mitgliedschaften
- 1998 American Academy of Arts and Sciences[6]
- 1999 National Academy of Medicine
- 2004 National Academy of Sciences

## Auszeichnungen und Ehrungen
- 2006: Hans Neurath Lecture
- 2006: AACR Women in Cancer Research Award
- 2012: Margaret L. Kripke Legend Award, MD Anderson Cancer Center
- 2014: Harvard Centennial Medal
- 2014: Ehrendoktorwürde des Trinity College Dublin[7]
- 2016: Alice C. Evans-Preis, Amerikanische Gesellschaft für Mikrobiologie
- 2017: Helen-Dean-King-Preis
- 2018: Xconomy Lifetime Achievement Award
- 2021: Biomedical Innovation Award, STAT
- 2024: Public Welfare Medal

## Veröffentlichungen (Auswahl)
- mit N. Gaiano, A. Amsterdam, K. Kawakami, M. Allende, T. Becker: Insertional mutagenesis and rapid cloning of essential genes in zebrafish. Nature 383, 1996, S. 829–32.
- Reflecting on fifty years of progress for women in science.  DNA Cell Biol 34, 2015, S. 159–61.